# قائمة حوادث سفن المهاجرين في البحر الأبيض المتوسط

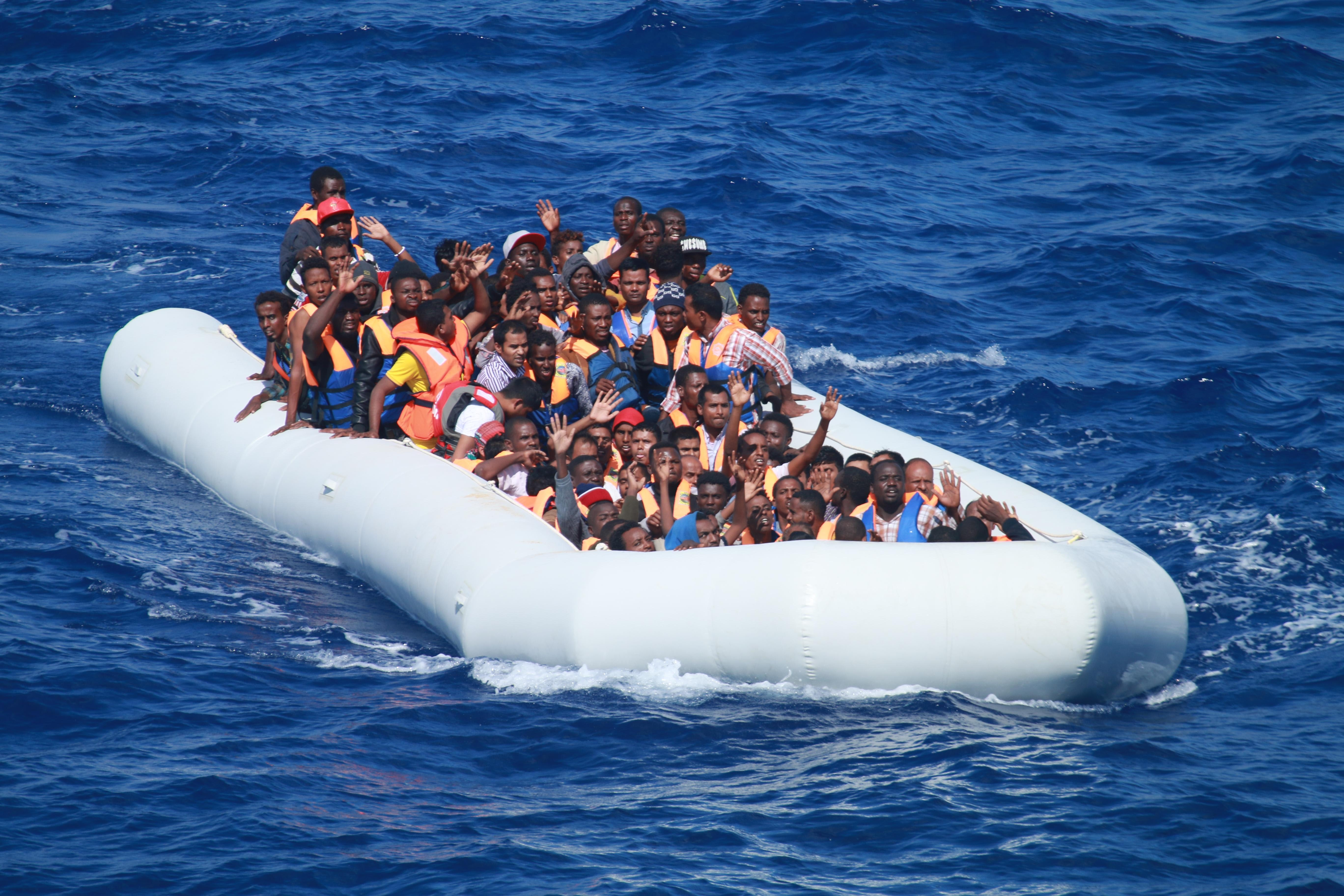
مهاجرون على متن سفينة قابلة للنفخ قبل عملية إنقاذهم التي نسقتها السفينة الحربية الأمريكية يو اس اس كارني بالقرب من إسبانيا في فبراير 2013

هذا المقال يُعَدّ قائمة بحوادث السفن التي كانت تقلّ مهاجرين عبر البحر الأبيض المتوسط، سواء تلك التي سبقت أزمة الهجرة الأوروبية أو نتجت عنها. وترتبط موجات الهجرة الحديثة أيضًا بتطورات سياسية وأمنية كبرى مثل احتجاجات الربيع العربي (2010–2012)، والحروب الأهلية في سوريا (منذ 2011) وليبيا (2014–2020)، فضلًا عن النزاعات المتصاعدة في السودان والنيجر، والصراع المتجدد بين إسرائيل وفلسطين عام 2023.
منذ عام 2014، تُوفي أو فُقد أكثر من 28,000 شخص أثناء محاولتهم الهجرة عبر البحر الأبيض المتوسط. كما تُقدّر مبادرة "الوفيات على الحدود" في جامعة أمستردام أن 3,188 شخصًا آخرين لقوا حتفهم أثناء محاولتهم الوصول إلى أوروبا في الفترة ما بين عامي 1990 و2013.
للمقارنة، فقد لقي ما مجموعه 609 أشخاص مصرعهم في حوادث بحرية بين عامي 2011 و2021، وذلك في حوادث شملت سفنًا مسجلة في دول الاتحاد الأوروبي أو سفنًا أخرى كانت في مياه الاتحاد الأوروبي.

## الطرق والسياق
حددت المنظمة الدولية للهجرة (IOM) ثلاث طرق رئيسية يعتمدها المهاجرون للوصول إلى أوروبا عبر البحر الأبيض المتوسط، أو أحيانًا على طول السواحل، وهي:
- الطريق الأوسط للمتوسط: من شمال إفريقيا، لا سيما من ليبيا وتونس، إلى إيطاليا، وأحيانًا مالطا. ويُعتبر هذا الطريق الأخطر والأكثر استخدامًا من قبل المهاجرين غير النظاميين.
- الطريق الغربي للمتوسط: من المغرب والجزائر إلى إسبانيا، بما في ذلك محاولات العبور إلى سبتة ومليلية.
- الطريق الشرقي للمتوسط: من تركيا إلى اليونان، وأحيانًا إلى قبرص وبلغاريا.

لا تنحصر المخاطر في عبور البحر فقط، بل تبدأ قبل ذلك بوقت طويل، حيث يواجه المهاجرون تحديات قاسية تتضمن عبور مناطق صحراوية شديدة الوعورة مثل الصحراء الكبرى، بالإضافة إلى الإقامة أو العبور في دول تشهد صراعات مسلحة مثل ليبيا وسوريا، والتي نتجت عنها موجات نزوح جماعي منذ بداية الربيع العربي. في هذه البيئات، يتعرض المهاجرون غالبًا لانتهاكات جسيمة، مثل الاتجار بالبشر، العمل القسري، أو الاعتقال التعسفي.
كما تُعَدُّ الفوارق الاقتصادية الهائلة بين دول جنوب وشمال المتوسط عاملاً جوهريًا في تفسير دوافع الهجرة الاقتصادية حيث يسعى الناس إلى الحصول على أجور أعلى ونوعية حياة أفضل لأنفسهم ولأسرهم. تقدم بيانات صندوق النقد الدولي لعام 2023 الترتيب التالي للناتج المحلي الإجمالي للفرد، المعدل وفقًا لتعادل القوة الشرائية ، في البلدان الواقعة على الطرق الرئيسية:
- مالطا - 61,939 دولارًا أمريكيًا
- قبرص - 54,611 دولارًا
- إيطاليا - 54,216 دولارًا
- إسبانيا - 49,448 دولارًا
- ليبيا - 24,599 دولارًا
- الجزائر - 13,507 دولارًا
- تونس - 13270 دولارًا
- المغرب - 10,460 دولارًا

يبلغ الناتج المحلي الإجمالي للفرد الواحد (معدل حسب تعادل القوة الشرائية) في تركيا نحو 41,412 دولارًا، وهو مشابه لما هو عليه في اليونان (39,478 دولارًا). ومع ذلك، فإن بحر إيجة لا يزال معبرًا رئيسيًا للمهاجرين القادمين من دول أخرى، كأفغانستان وسوريا.
في جنوب إيطاليا ومنطقة الأندلس في إسبانيا، فإن متوسط الدخل قريب من نظيره في شمال إفريقيا، أي حوالي 17,000 إلى 18,000 دولار، إلا أن وجودهما داخل منطقة شنغن الأوروبية يُمَكِّن المهاجرين من التنقل لاحقًا نحو دول الشمال ذات الدخول الأعلى.
أما الدول التي تُعتَبَر مصدرًا رئيسيًا للهجرة أو نقاط عبور غير مباشرة، فهي تشهد صراعات عميقة، فقرًا مدقعًا، وتدهورًا متزايدًا بفعل تغير المناخ، وكل ذلك ضمن مسافة زمنية قصيرة إلى أوروبا. وتشير التقديرات الاقتصادية إلى مستويات معيشية متدنية للغاية في بعض هذه الدول حيث تشهد سوريا بعضًا من أدنى مستويات المعيشة في العالم (6374 دولارًا للفرد من الناتج المحلي الإجمالي عند مستويات ما قبل الحرب)، والسودان (4471 دولارًا)، والنيجر (1600 جنيه إسترليني).

## 1990–2015
خلال فترة الحرب الباردة، كانت الهجرة عبر البر أو البحر في منطقة البحر الأبيض المتوسط محدودة للغاية أو تخضع لتنظيم صارم، وذلك نتيجة سيطرة أنظمة سلطوية على ضفتي المتوسط. إلا أن الهجرة الآمنة والقانونية نحو أوروبا الغربية كانت لا تزال متاحة عبر مسارات رسمية وسخية نسبيًا.
ومع انتهاء الحرب الباردة منذ تسعينيات القرن العشرين، بدأ العبور عبر البحر المتوسط والبحر الأدرياتيكي يشهد ارتفاعًا ملحوظًا، سواء لأسباب اقتصادية (خاصة من الدول النامية في إفريقيا وآسيا)، أو نتيجة صراعات دامية دفعت ملايين الأفراد إلى الهرب بحثًا عن الأمان.
على سبيل المثال، دفعت العديد من الصراعات في أفريقيا ، والحروب اليوغوسلافية (1991-2001)، والحرب الأهلية الجزائرية (1991-2002)، والاضطرابات المدنية في ألبانيا عام 1997 كل هذه الأحداث دفعت ملايين الأشخاص إلى الهجرة القسرية أو التفكير في مغادرة بلدانهم كلاجئين. كما كان لـثورات الربيع العربي في مطلع العقد الثاني من القرن الحادي والعشرين أثر مماثل، لا سيما مع اندلاع الحرب الأهلية السورية وانهيار مؤسسات الدولة في ليبيا.
ورغم المآسي الإنسانية التي شهدتها هذه الرحلات، إلا أن وسائل الإعلام والجمهور الأوروبي في كثير من الأحيان أولوا اهتمامًا أكبر بخسائر أخرى أقل حجمًا. فعلى سبيل المثال، غرقت السفينة السياحية الأوروبية كوستا كونكورديا عام 2012، وحظيت بتغطية إعلامية واسعة، مقارنة بالصمت الإعلامي النسبي حول غرق قوارب المهاجرين في نفس الفترة.

إلا أن عام 2013 مثّل لحظة رمزية هامة عندما قام البابا فرنسيس بزيارة جزيرة لامبيدوزا الإيطالية، والتي تُعد من أبرز نقاط استقبال المهاجرين عبر البحر. وقد قال خلال زيارته:
"هؤلاء الإخوة والأخوات كانوا يحاولون الهرب من أوضاع صعبة بحثًا عن الطمأنينة والسلام، وكانوا يبحثون عن مكان أفضل لهم ولعائلاتهم، لكنهم بدلًا من ذلك وجدوا الموت. كم من مرة لا يُفهم هؤلاء الناس، ولا يُقبَلون، ولا يجدون تضامنًا. إن صرختهم ترتفع إلى الله." 
وقد شهد عام 2014 تحولًا جذريًا في حجم المآسي المرتبطة بالهجرة عبر البحر، حيث سُجّل فيه أكبر عدد من الوفيات والمفقودين حتى ذلك الحين. وفقًا لإحصاءات المفوضية السامية للأمم المتحدة لشؤون اللاجئين (UNHCR)، توفي أو فُقد 3,538 شخصًا في البحر خلال محاولاتهم الوصول إلى أوروبا، بينما وثق مشروع "المهاجرون المفقودون" التابع للمنظمة الدولية للهجرة (IOM) 3,289 حالة وفاة أو فقدان.
وقد تكررت منذ ذلك الحين نفس الأنماط السنوية للمآسي، حيث تتركز معظم الخسائر البشرية في الطريق الأوسط للمتوسط بين إيطاليا، ليبيا، تونس ومالطا، وغالبًا ما تكون الأسباب هي الغرق، رغم وجود حالات ناتجة عن حوادث أخرى أو سوء المعاملة أو الإهمال.
من أبرز المآسي المسجلة في عام 2014، كارثة غرق قارب المهاجرين قرب مالطا في 11 سبتمبر2014. والتي راح ضحيتها نحو 500 شخص. ومن بين الناجين القلائل، برزت دعاء الزامل، وهي فتاة سورية نُقلت قصتها في كتاب صدر عام 2017 بعنوان:"أمل أقوى من البحر" (A Hope More Powerful than the Sea). .
| التاريخ         | الموقع      | الركاب    | الوفيات المؤكدة | المفقودون | الناجون المُأكدون |
| --------------- | ----------- | --------- | --------------- | --------- | ---------------- |
| 21 مايو 2007    | قرب مالطا   | 53        | 0               | 53        | 0                |
| 27 مارس 2009    | قرب ليبيا   | قرابة 250 | 98              | قرابة 131 | 21               |
| مارس/أبريل 2009 | قرب ليبيا   | قرابة 250 | 0               | قرابة 250 | 0                |
| مارس/أبريل 2009 | قرب ليبيا   | قرابة 250 | 0               | قرابة 250 | 0                |
| 6 أبريل 2011    | قرب لمبدوزة | قرب 300   | 20              | 130+      | 51               |
| 3 أكتوبر 2013   | قرب لمبدوزة | 500+      | 359             | 30+       | 155              |
| 11 أكتوبر 2013  | قرب لمبدوزة | 200+      | 34              | 20+       | 147              |
| 30 يونيو 2014   | قرب بوتسالو | 600+      | 45              | 0         | 566              |
| 11 سبتمبر 2014  | قرب مالطا   | 500+      | 0               | 500+      | 9                |
| 15 سبتمبر 2014  | قرب ليبيا   | قرابة 250 | 0               | قرابة 250 | 36               |

## 2015
يُعتبر عام 2015 نقطة تحول حاسمة في أزمة الهجرة عبر البحر الأبيض المتوسط، من حيث عدد الوفيات والمفقودين، كما شهد ذلك العام اهتمامًا دوليًا وإعلاميًا غير مسبوق بهذه القضية.
وفقًا لمفوضية الأمم المتحدة السامية لشؤون اللاجئين (UNHCR)، تم تسجيل 3,771 حالة وفاة أو فقدان لأشخاص أثناء محاولتهم عبور البحر، من بينهم 2,216 شخصًا فُقدوا و1,555 عُثر عليهم متوفين.
- الطريق الأوسط (بين ليبيا، تونس، إيطاليا ومالطا): استحوذ على النصيب الأكبر من الضحايا، حيث سُجّلت فيه 2,911 حالة.
- الطريق الشرقي (من تركيا إلى اليونان وقبرص): شهد 793 حالة وفاة أو فقدان.
- الطريق الغربي (من المغرب والجزائر إلى إسبانيا): تم تسجيل 67 حالة.[9]

من جانبها، قدّرت المنظمة الدولية للهجرة (IOM) أن العدد الحقيقي قد يكون أعلى من ذلك، حيث قدرت إجمالي عدد الوفيات والمفقودين في عام 2015 بـ 4,055 شخصًا، مع توزع مشابه بحسب الطرق:
- 3,149 حالة في الطريق الأوسط
- 804 حالات في الطريق الشرقي
- 102 حالة في الطريق الغربي

أما عن أسباب الوفاة، فقد كانت الغالبية العظمى نتيجة الغرق، حيث تم تسجيل 3,737 حالة وفاة غرقًا، بالإضافة إلى 113 حالة نتيجة حوادث أخرى مرتبطة بالرحلات البحرية.

### أبريل
في 13 أبريل 2015، غرقت سفينة قبالة السواحل الليبية وكانت تقل نحو 550 مهاجرًا. يُعتقد أن أكثر من 400 شخص قد لقوا حتفهم غرقًا . تم إنقاذ ما بين 144 إلى 150 شخصًا، نُقلوا لاحقًا إلى مستشفى في جنوب إيطاليا . وقع الحادث على بُعد 60 ميلًا بحريًا (110 كلم) من الساحل الليبي.

بدأت عمليات البحث الجوية والبحرية فورًا في موقع الحادث، وتم انتشال 9 جثث فقط. وأعلنت خفر السواحل الإيطالية:
"لم يُعثر على ناجين آخرين."
في 16 أبريل، أبلغ أربعة مهاجرين وصلوا إلى صقلية بأنهم الناجون الوحيدون من حادث غرق آخر. وذكروا أن 41 شخصًا غرقوا عندما انقلب قاربهم فور انطلاقه من ليبيا. في حادث منفصل تمامًا، تم القبض على 15 شخصًا في صقلية بعد أن أفادت تقارير أنهم قاموا بإلقاء 12 راكبًا آخرين في البحر ما أدى إلى غرقهم. ووفقًا لشهادات شهود عيان، نشب شجار طائفي على متن القارب بين مجموعات مسيحية ومسلمة، مما أدى إلى رمي 12 مسيحيًا في البحر حتى الموت، بعد مغادرة القارب من ليبيا في 14 أبريل.

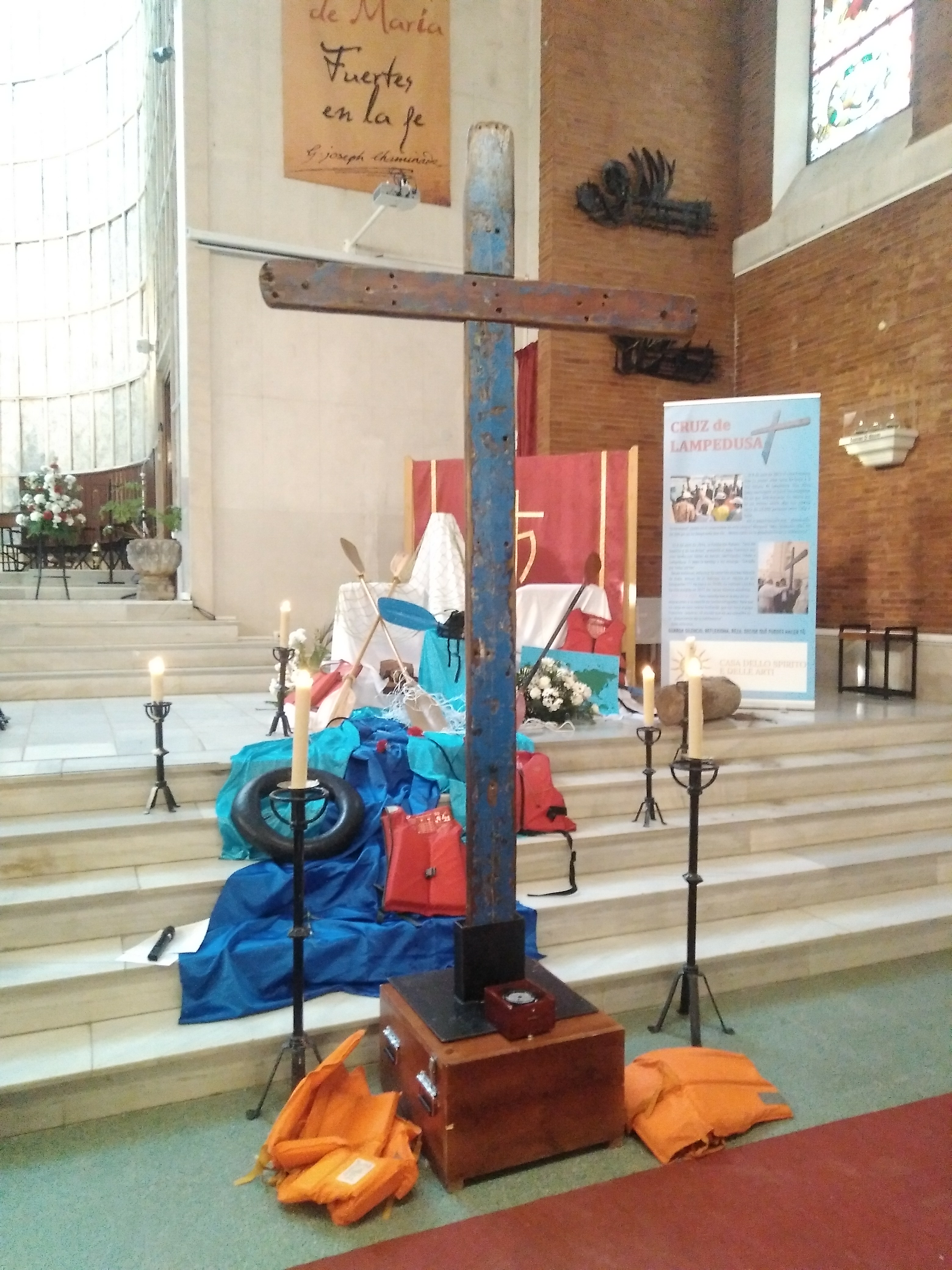
صليب مصنوع من خشب قوارب الهجرة المكسورة في لامبيدوزا

وفي ليلة السبت 18 أبريل 2015، غرقت إحدى أسوأ حوادث السفن في تاريخ الهجرة عبر المتوسط، حيث كانت تحمل ما يصل إلى 850 مهاجرًا، وانطلقت من مدينة زوارة قرب طرابلس. لم يُنقذ سوى 28 شخصًا. وقع الحادث على بعد 60 ميلاً (97 كلم) من الساحل الليبي، و120 ميلاً (190 كلم) جنوب جزيرة لامبيدوزا الإيطالية. ويُعتقد أن القارب انقلب بسبب تحرك جماعي للركاب إلى أحد الجوانب عندما اقتربت سفينة إنقاذ، مما أحدث خللًا في التوازن.
أفاد أحد الناجين البنغاليين أن القارب كان يحمل نحو 950 شخصًا. بينهم المئات من إريتريا (350)، السنغال (200)، إضافة إلى مهاجرين من سوريا، الصومال، سيراليون، مالي، غامبيا، ساحل العاج، وإثيوبيا. وقد أُجبر عدد كبير منهم على البقاء محبوسين في قاع السفينة. ورغم مشاركة 18 سفينة في عمليات الإنقاذ، لم يُعثر بحلول المساء إلا على 28 ناجيًا و24 جثة، فيما غرق الباقون. ويُصنّف هذا الحادث على نطاق واسع كـ أكبر حادث غرق في تاريخ البحر الأبيض المتوسط من حيث عدد الضحايا، باستثناء غرق السفينة اس اس أوريا عام 1944، التي راح ضحيتها أكثر من 4,000 شخص. في يونيو 2016، نفّذت البحرية الإيطالية عملية انتشال دقيقة باستخدام روبوت مخصص من عمق 370 مترًا (1,214 قدمًا). نُقلت السفينة إلى أحد موانئ صقلية على متن السفينة ام بي اس في ليفولي ايفوري، داخل هيكل مبرد، وخلال 12 يومًا عمل رجال الإطفاء الإيطاليون على استخراج الرفات البشرية من الداخل.
في 21 أبريل، أعلنت السلطات الإيطالية أن ربّان القارب التونسي قد وُجّهت إليه تهمة القتل المتعدد نتيجة الإهمال. كما أُشير إلى أن الأطفال غرقوا لأنهم كانوا محاصرين في المستويين السفليين للسفينة.
وقد ساهمت البحرية الإيطالية في جهود البحث والانتشال، مستخدمةً كاسحتي الألغام غايتيا وفييستي، بالإضافة إلى الفرقاطة سفينج.
في 7 مايو 2015، تم تحديد موقع حطام يبلغ طوله 25 مترًا على عمق 375 مترًا وعلى بعد 85 ميلًا شمال شرق الساحل الليبي، وأكدت البحرية الإيطالية أن هذا هو الحطام نفسه لحادث 18 أبريل.
وفي حادث منفصل يوم 20 أبريل، غرق قارب مهاجرين قبالة سواحل جزيرة رودس اليونانية بعد اصطدامه بصخرة. أشارت التقارير الأولية إلى وفاة ثلاثة أشخاص، بينما تم إنقاذ 93 شخصًا، ونُقل 30 منهم إلى المستشفى. ويُلاحظ أن هذا القارب انطلق من تركيا، وليس من ليبيا، على عكس أغلب الحوادث.
وفي نفس اليوم، وردت بلاغات عن قاربين في حالة خطر بين ليبيا وإيطاليا. الأول يحمل نحو 150 شخصًا، والثاني 300 شخص. لم يُكشف عن مواقعهم الدقيقة. وتشير التقارير إلى أن القوات البحرية الإيطالية والمالطية استجابت لهذه الدعوات. و في 21 أبريل، تم الإعلان عن إنقاذ جميع الركاب البالغ عددهم 450 شخصًا، رغم التقارير الأولية التي أشارت إلى وقوع وفيات.

### مايو
في أعقاب كوارث الغرق المتكررة في أبريل 2015، استمرت عمليات الإنقاذ ووصول قوارب المهاجرين إلى سواحل صقلية وكالابريا بوتيرة مرتفعة.
- وصلت السفينة فينيكس (Phoenix) إلى ميناء بوتزالو (Pozzallo) وعلى متنها 369 مهاجرًا.
- وفي أوغوستا (Augusta)، نزل 675 شخصًا، بينما تم إنقاذ 300 آخرين قبالة سواحل كالابريا.
- ووصلت سفينة الحاويات زيران (Zeran) إلى كاتانيا وهي تقل 197 مهاجرًا، لكن تم العثور على خمس جثث على متنها.
- وبحسب منظمة أنقذوا الأطفال (Save the Children)، فقد لقي 40 مهاجرًا آخرين حتفهم في البحر في حوادث متفرقة.[34]
- وفي كروتوني (Crotone)، قامت ناقلة نفط بانامية تُدعى Prince I بإنقاذ 250 مهاجرًا من قناة صقلية، لكنها حملت أيضًا جثث ثلاثة مهاجرين (امرأتان ورجل) تم انتشالهم أثناء العملية.

أثار وصول سفينة فيغا (Vega) إلى ميناء أوغوستا مزيدًا من القلق، إذ تم عزل نحو 150 مهاجرًا من أصل 675 للاشتباه في إصابتهم بـالجدري المائي (الحُماق) والجرب. وأكد الأطباء لاحقًا أن الخطر الوبائي غير وارد وأن الوضع تحت السيطرة. مشيرين إلى أن معظم الحالات تُعزى إلى سوء التغذية والإنهاك بعد الانتظار لشهرين في مستودعات مكتظة داخل ليبيا، مع ندرة الغذاء والماء.
في تراباني، وصلت سفينة شحن تقل 104 مهاجرين. وفي باليرمو، أنزلت السفينة الحربية الإيطالية "بورسيني (Borsini)" 483 مهاجرًا. وأدى هذا التزايد إلى ارتفاع في عدد المهربين المعتقلين من قبل قوات الشرطة الإيطالية.
قبالة سواحل كالابريا، أُنقذ نحو 300 مهاجر كانوا على متن قارب صيد متهالك على بُعد 80 ميلًا من الشاطئ.
وفي 29 مايو 2015، أنقذت البحرية الإيطالية 217 مهاجرًا، وانتشلت 17 جثة من قوارب تركها المهربون تائهة في قناة صقلية. وفي غضون 24 ساعة فقط بعد ذلك، تم إنقاذ 3,300 مهاجر إضافي في عمليات متفرقة.

### يوليو
في عملية إنقاذ بحرية أخرى، قامت الفرقاطة الحربية الألمانية "شليسفيغ هولشتاين (Schleswig-Holstein)" بإنقاذ 283 مهاجرًا كانوا على متن ثلاثة قوارب على بُعد بضعة أميال من الساحل الليبي. وقد تم إنزالهم جميعًا في ميناء أوغوستا بجزيرة صقلية.
لكن، ووفقًا لشهادات الناجين، فقد تم الإبلاغ عن فقدان أو وفاة نحو 40 شخصًا أثناء الرحلة، في مأساة جديدة تُضاف إلى سلسلة الكوارث الإنسانية في البحر المتوسط خلال ربيع 2015.

### أغسطس
بالإضافة إلى حوادث الغرق المتكررة، شهدت سواحل ليبيا وتركيا حوادث مروّعة أخرى تمثّلت في اختناق عشرات المهاجرين داخل عنابر السفن المغلقة، حيث تم حشرهم في أماكن ضيقة دون تهوية ومنعهم من الخروج من قبل طواقم السفن. قُتل 49 مهاجرًا اختناقًا بالغازات السامة داخل عنبر سفينة قبالة الساحل الليبي، بعد أن منعهم الطاقم من مغادرتها رغم تدهور الوضع الصحي داخله. تم إنقاذ الناجين بواسطة البحرية الإيطالية، وتم إلقاء القبض على القبطان وأفراد الطاقم.
وعلى جبهة أخرى، غرق ستة مهاجرين قبالة السواحل التركية أثناء محاولتهم الوصول إلى إحدى الجزر اليونانية. وقد أُضيفت هذه الحادثة إلى سلسلة الوفيات على الطريق الشرقي للهجرة.
وفي حادث مماثل، قُتل 50 مهاجرًا اختناقًا في عنبر سفينة أخرى قبالة السواحل الليبية أيضًا، بنفس الأسلوب تقريبًا. وقد تولّت وحدة سويدية عملية الإنقاذ، وتمكن أفرادها من إنقاذ 400 مهاجر آخرين كانوا على متن نفس القارب.

### سبتمبر
وقع تسجيل 96 حالة وفاة مؤكدة في سبتمبر 2015
| التاريخ   | الموقع          | الركاب            | المتوفون | المفقودون | الناجون   |
| --------- | --------------- | ----------------- | -------- | --------- | --------- |
| 13 أبريل  | قرب ليبيا       | قرابة 550         | 9        | 400+      | 144–150   |
| 19 أبريل  | قرب ليبيا       | قرابة 850         | 24       | 800+      | 28        |
| 20 أبريل  | قرب رودس        | 96                | 3        | 0         | 93        |
| 3 مايو    | قرب ليبيا       | 3500 (سفن متعددة) | 10+      | ?         | ?         |
| 5 مايو    | قرب كاتانيا     | مجهول             | 5        | 40+       | 197       |
| 5 مايو    | قرب كروتوني     | 250+              | 3        | مجهول     | 250       |
| 29 مايو   | قرب لمبدوزة     | 234+              | 17       | مجهول     | 217       |
| 23 يوليو  | قرب ليبيا       | 300+              | 40+      | 40+       | 283       |
| 27 يولية  | قرب ليبيا       | 522               | 13       | ?         | ?         |
| 1 أعسطس   | قرب ليبيا       | 780               | 5        | ?         | ?         |
| 5 أغسطس   | قرب ليبيا       | 370               | 26       | 200       | ?         |
| 11 أغسطس  | قرب ليبيا       | 120               | 50       | 50+       | ?         |
| 15 أعسطس  | قرب ليبيا       | قرابة 400         | 49       | 0         | قرابة 350 |
| 18 أغسطس  | قرب تركيا       | مجهول             | 6        | مجهول     | 0         |
| 25 أغسطس  | قرب ليبيا       | قرابة 450         | 50       | 0         | قرابة 400 |
| 27 أغسطس  | قرب ليبيا       | ?                 | 160      | 200+      | ?         |
| 30 أغسطس  | قرب ليبيا       | ?                 | 7        | ?         | ?         |
| 1 سبتمبر  | قرب كوس         | ?                 | 11       | ?         | ?         |
| 6 سبتمبر  | قرب لمبدوزة     | ?                 | 20       | ?         | ?         |
| 13 سبتمبر | قرب فارماكونيسي | 112               | 34       | ?         | ?         |
| 15 سبتمبر | قرب تركيا       | 250               | 22       | ?         | ?         |
| 30 سبتمبر | قرب لسبوس       | ?                 | 2        | 11 ?      | 45        |

## 2016
سجّل عام 2016 أعلى حصيلة سنوية على الإطلاق من حيث عدد الوفيات وحالات الاختفاء في البحر، حيث وثّقت المفوضية السامية للأمم المتحدة لشؤون اللاجئين (UNHCR) وفاة أو فقدان 5,096 شخصًا خلال محاولاتهم عبور البحر الأبيض المتوسط.
توزّعت هذه المآسي على النحو التالي:
- الطريق الأوسط (بين ليبيا، تونس، مالطا وإيطاليا): 4,234 حالة وفاة أو فقدان، وهو الرقم الأعلى بين جميع المسارات.
- الطريق الشرقي (من تركيا إلى اليونان): 760 حالة.
- الطريق الغربي (من المغرب والجزائر إلى إسبانيا): 102 حالة.[46]

من جانبها، قدّرت المنظمة الدولية للهجرة (IOM) العدد الكلي بحوالي 5,136 شخصًا، من بينهم 4,498 توفوا غرقًا.
في 21 سبتمبر 2016، انقلب قارب يقل نحو 600 مهاجر قبالة السواحل المصرية في البحر المتوسط. تم انتشال 204 جثث، من بينهم ما لا يقل عن 30 طفلًا، بينما تم إنقاذ نحو 160 شخصًا.
لكن عددًا كبيرًا من المهاجرين لا يزالون في عداد المفقودين، وتُقدّر الحصيلة الإجمالية بنحو 300 قتيل.
تم اعتقال أربعة أشخاص من قبل السلطات المصرية بتهم تتعلق بالاتجار بالبشر وخرق قوانين الحمولة.
ويُعتبر هذا الحادث من أسوأ الكوارث في البحر المتوسط خلال عام 2016.
في 3 نوفمبر 2016، لقي نحو 240 مهاجرًا حتفهم في حادثتي انقلاب سفينتين قبالة الساحل الليبي:
- في الحادثة الأولى، نجا 29 شخصًا، بينما أُعلن عن 120 حالة وفاة.
- في الحادثة الثانية، لم ينجُ سوى شخصين فقط، فيما تُوفي حوالي 120 شخصًا آخرين.[51]

وفي 17 نوفمبر، غرق قارب آخر كان يحمل مهاجرين تُركوا في عرض البحر دون محرّك قبالة السواحل الليبية. تم إنقاذ 27 ناجيًا ونقلهم إلى إيطاليا، لكن يُعتقد أن نحو 100 شخص قد غرقوا في هذا الحادث.
وفي نهاية العام، قدّرت وكالات الإغاثة أن حوالي 4,700 شخص لقوا حتفهم أثناء محاولاتهم عبور البحر الأبيض المتوسط خلال عام 2016 وحده.

## 2017
رغم انخفاض العدد مقارنة بالعامين السابقين، بقي عدد المهاجرين الذين لقوا حتفهم أو فُقدوا في البحر خلال عام 2017 مرتفعًا بشكل مأساوي.
وبحسب مفوضية الأمم المتحدة السامية لشؤون اللاجئين (UNHCR)، فقد قُدّر عدد الضحايا بـ 3,139 شخصًا بين قتيل ومفقود أثناء محاولاتهم عبور البحر المتوسط.
من بين هذا الرقم:
- 2,344 شخصًا تم تصنيفهم كمفقودين.
- 795 شخصًا تم تأكيد وفاتهم

الجزء الأكبر من الضحايا – 2,874 حالة وفاة أو فقدان – سُجّل على الطريق الأوسط للمتوسط، الذي يربط شمال إفريقيا (خاصة ليبيا وتونس) بأوروبا، وخصوصًا إيطاليا. ويُعرف هذا المسار منذ سنوات بأنه أحد أخطر مسارات الهجرة البحرية في العالم. في المقابل، شهد الطريق الشرقي انخفاضًا ملحوظًا في عدد الضحايا، إذ سُجّلت 56 حالة فقط، بينما ارتفع عدد الضحايا في الطريق الغربي ليصل إلى 209 حالات وفاة أو فقدان .
أكّدت المنظمة الدولية للهجرة (IOM) الأرقام ذاتها تقريبًا، وسجّلت 3,139 حالة وفاة أو اختفاء خلال نفس العام. كما أشارت إلى أن 2,891 من هذه الحالات كانت نتيجة الغرق، مما يُبرز مجددًا الطبيعة القاتلة لهذه المعابر البحرية.
شهد عام 2017 تقلبًا في عدد الضحايا من شهر لآخر، مع بلوغ الذروة في شهر مايو، الذي سجل وفاة أو فقدان 623 شخصًا، يليه شهر يونيو بـ 539 حالة.
والمؤلم أن كل شهر من شهور السنة – باستثناء ديسمبر فقط – سجّل حادثًا واحدًا على الأقل أدى إلى مصرع أكثر من 20 شخصًا، مما يُؤكد أن خطر الموت ظلّ حاضرًا بشكل شبه دائم على طرق الهجرة.

## 2018
شهد عام 2018 انخفاضًا في أعداد الضحايا مقارنة بالسنوات السابقة، لكن عدد الوفيات والاختفاءات ظلّ مرتفعًا ومأساويًا، حيث سُجلت 2,270 حالة وفاة أو فقدان أثناء محاولات عبور البحر المتوسط.
من بين هذه الحصيلة:
- 1,600 شخص فُقدوا في البحر.
- 670 شخصًا تم تأكيد وفاتهم بعد حوادث غرق.[55]
- على الطريق الأوسط (ليبيا – إيطاليا)، تم تسجيل 1,279 وفاة أو فقدان حسب تقديرات المفوضية السامية للأمم المتحدة لشؤون اللاجئين (UNHCR).
- على الطريق الغربي (المغرب والجزائر – إسبانيا)، تم تسجيل 804 حالة.
- أما الطريق الشرقي (تركيا – اليونان)، فسُجل فيه 187 حالة وفاة أو اختفاء.

بدوره، وثق مشروع المهاجرين المفقودين (Missing Migrants Project) 2,337 حالة وفاة أو فقدان خلال العام، من بينها 2,214 نتيجة الغرق.
في 8 أكتوبر 2018، أنقذت السلطات الإيطالية 22 مهاجرًا كانوا على متن قارب يحمل نحو 50 شخصًا في طريقهم إلى أوروبا.
وخلال عملية الإنقاذ، تم العثور على جثث 13 امرأة. وبعد أيام، وتحديدًا في 16 أكتوبر، تم العثور على ما لا يقل عن 12 جثة أخرى مرتبطة بنفس الحادث، بينما ظلّ عدد غير معروف من المهاجرين في عداد المفقودين.
وفي 23 نوفمبر، تمكّن خفر السواحل الإيطالية من إنقاذ 149 مهاجرًا بعد انقلاب قاربهم أثناء محاولة عبور البحر.
وبعد عملية الإنقاذ، تم العثور على خمس جثث، في حين أكّدت السلطات لاحقًا أن عدد القتلى في الحادث بلغ ما لا يقل عن 18 شخصًا.

## 2019
سجلت إحصاءات المفوضية السامية للأمم المتحدة لشؤون اللاجئين (UNHCR) وفاة أو فقدان 1,335 شخصًا على طرق الهجرة في البحر المتوسط خلال عام 2019، منهم:
- 1,063 شخصًا مُعلن عن فقدانهم،
- و272 شخصًا تم العثور على جثثهم.

ووقع معظم هذه الحوادث على:
- الطريق الأوسط حيث بلغ عدد الضحايا 754 حالة،
- تلاه الطريق الغربي بـ 510 حالات،
- ثم الطريق الشرقي بـ 74 حالة.[59]

من جهة أخرى، قدّر مشروع المهاجرين المفقودين التابع للمنظمة الدولية للهجرة (IOM) عدد الوفيات والاختفاءات بـ 1,885 شخصًا، مع استمرار نفس الاتجاهات الجغرافية:
- 1,262 حالة في المنطقة الوسطى،
- 552 حالة في المنطقة الغربية،
- و71 حالة في المنطقة الشرقية.

وقد بلغ عدد حالات الغرق وحدها 1,795 حالة، بينما وقعت 90 حالة وفاة لأسباب أخرى أو لم يُحدد سببها.

## 2020
سجّلت المفوضية السامية للأمم المتحدة لشؤون اللاجئين (UNHCR) وفاة أو فقدان 1,409 أشخاص على طرق الهجرة في البحر المتوسط خلال عام 2020، منهم:
- 839 شخصًا تم تصنيفهم كمفقودين،
- و570 شخصًا تم العثور على جثثهم.

كما في العام السابق، كانت الغالبية العظمى من الضحايا على الطريق الأوسط (955 حالة)، تلتها الطريق الغربي (241 حالة) ثم الطريق الشرقي (105 حالات).
أما مشروع المهاجرين المفقودين التابع للمنظمة الدولية للهجرة (IOM)، فسجّل عددًا مشابهًا للغاية، بواقع 1,449 حالة وفاة أو فقدان، منهم:
- 1,000 حالة وفاة في المنطقة الوسطى،
- 343 في المنطقة الغربية،
- و106 في المنطقة الشرقية.

وكان معظم الحوادث خلال الفترة المتأخرة من العام، مع فرض إجراءات الإغلاق والقيود على السفر الدولي بسبب جائحة كوفيد-19.
وكان الغرق السبب الرئيس في وفاة 1,375 شخصًا من بين تلك الحالات.

## 2021
شهد عام 2021 عودة أعداد الوفيات والاختفاءات على طرق الهجرة البحرية في البحر المتوسط إلى مستويات قريبة مما كانت عليه في عام 2018، حيث سجّلت المفوضية السامية للأمم المتحدة لشؤون اللاجئين (UNHCR) وفاة أو فقدان 2,078 شخصًا، منهم:
- 1,214 شخصًا في عداد المفقودين،
- و864 شخصًا تم العثور على جثثهم.

ووقع حوالي 75% من هذه الحالات على الطريق الأوسط للبحر المتوسط، بمجموع 1,545 حالة، بينما سجلت المنطقة الغربية 418 حالة، والمنطقة الشرقية 115 حالة. وهي أرقام تتقارب مع تقديرات مشروع المهاجرين المفقودين، الذي سجل 2,048 حالة وفاة أو فقدان في مواقع مماثلة، من بينها 2,011 حالة غرق، ما يؤكد استمرار الغرق كسبب رئيسي للوفيات على هذه الطرق.

## 2022
شهد عام 2022 زيادة ملحوظة في عدد الوفيات والاختفاءات على طرق الهجرة البحرية في البحر المتوسط، حيث سجّلت المفوضية السامية للأمم المتحدة لشؤون اللاجئين (UNHCR) وفاة أو فقدان 2,439 شخصًا، موزعين كالتالي:
- 1,452 حالة في المنطقة الوسطى (الطريق الأوسط)،
- 653 حالة في المنطقة الغربية،
- و343 حالة في المنطقة الشرقية.[65]
- وقد وثّق مشروع المهاجرين المفقودين أرقامًا مماثلة، حيث سجل إجمالي 2,411 حالة وفاة أو فقدان، من بينها 2,262 حالة غرق مؤكدة أو مقدّرة.[66]

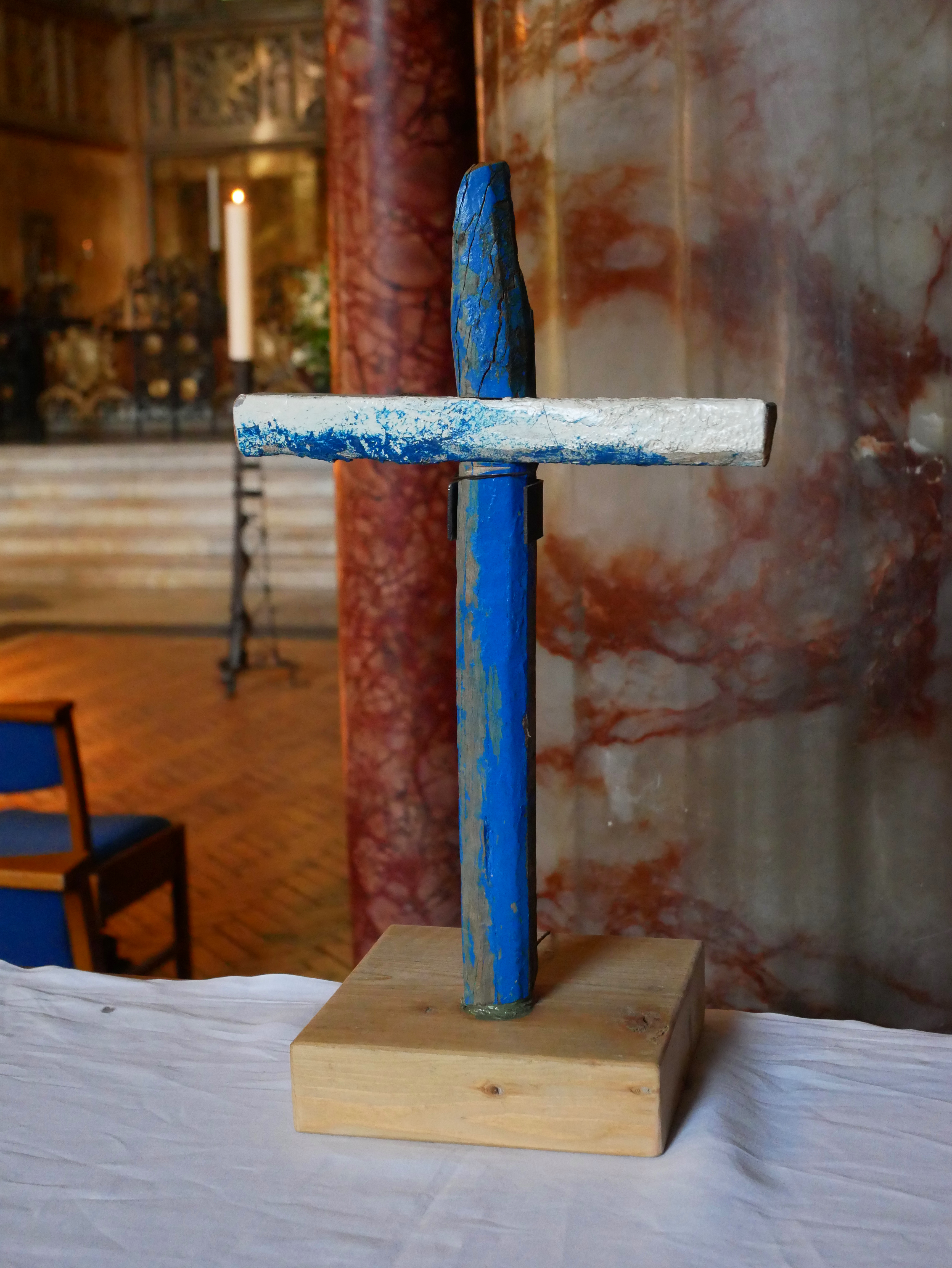
صليب صغير تم تصويره في كنيسة بلندن عام 2022، مصنوع من أخشاب القوارب التي تنقل المهاجرين من شمال إفريقيا.

## 2023
سجّلت المفوضية السامية للأمم المتحدة لشؤون اللاجئين (UNHCR) خلال الفترة من يناير إلى ديسمبر 2023 وفاة أو فقدان 3,160 شخصًا أثناء محاولاتهم عبور البحر المتوسط، منهم:
- 1,086 شخصًا تم تأكيد وفاتهم،
- و2,074 شخصًا أُعلن عن فقدانهم.

وكانت غالبية الوفيات والاختفاءات على الطريق الأوسط للبحر المتوسط، حيث بلغ عدد الضحايا 1,908 حالة، تلتها المنطقة الشرقية بـ 799 حالة، ثم المنطقة الغربية بـ 453 حالة. وقد سجّلت المنظمة الدولية للهجرة (IOM) أرقامًا مشابهة، بتوثيق 3,105 حالة وفاة أو فقدان خلال نفس الفترة.
في أبريل 2023، تزامن تفاقم الأزمة مع محاولة انقلاب في السودان أعقبها نزاعات أدت إلى موجات نزوح قسرية، شملت وصول أكثر من 280,000 لاجئ إلى مصر. كما ساهمت الكوارث الطبيعية، مثل زلزال مراكش-آسفي في المغرب وتأثيرات العاصفة دانيال في ليبيا في سبتمبر 2023، إضافةً إلى حرب غزة، في دفع أعداد إضافية من الأشخاص إلى الهجرة بحثًا عن الأمان.

### فبراير
في 26 فبراير 2023، وقعت إحدى أكثر الكوارث المأساوية في البحر المتوسط خلال العام، حيث قُتل أكثر من 70 شخصًا في حادثة غرق قارب للمهاجرين قبالة الساحل الجنوبي لإيطاليا، وتحديدًا في منطقة كالابريا.

### مارس
في الأول من مارس/آذار، قُتل شخصان إثر انقلاب قارب كان يحمل 30 مهاجرًا قبالة سواحل جزيرة كوس (Kos) اليونانية .
في 9 مارس/آذار،لقي ما لا يقل عن 14 شخصًا مصرعهم، وتم إنقاذ 54 آخرين، بعد غرق قارب قبالة سواحل ولاية صفاقس التونسية أثناء توجهه إلى أوروبا.
في 12 مارس/آذار أُعلن عن فقدان 30 شخصًا وإنقاذ 17 آخرين، عقب غرق قارب انطلق من ليبيا نحو إيطاليا.
وتشير التقارير إلى أن جميع المهاجرين كانوا من بنغلاديش.
في 23 مارس/آذار لقي ما لا يقل عن 5 مهاجرين حتفهم، وفُقد 33 آخرون، إثر غرق قارب أبحر من تونس باتجاه أوروبا.
في 24 مارس/آذار تم الإبلاغ عن فقدان 34 مهاجرًا بعد غرق قارب انطلق من صفاقس إلى إيطاليا.
في إحدى أكبر الحوادث خلال الشهر، لقي 29 مهاجرًا مصرعهم قبالة سواحل تونس، وتم إنقاذ 5 ناجين فقط من الحادثة.

### أبريل
في 12 أبريل، غرق قارب كان يحمل مهاجرين قادمين من منطقة جنوب الصحراء الكبرى في أفريقيا، مما أدى الى وفاة 25 شخصًا على الأقل.

### يونيو
في 14 يونيو 2023، وقعت إحدى أكثر حوادث الهجرة فتكًا في التاريخ الحديث للبحر المتوسط، حيث انقلب قارب يقل حوالي 750 مهاجرًا أبحر من طبرق، ليبيا، قبالة سواحل اليونان، وتحديدًا قرب شبه جزيرة بيلوبونيز.
- تم تأكيد مقتل ما لا يقل عن 82 شخصًا،
- بينما تم إنقاذ 104 أشخاص، نُقل 30 منهم إلى مستشفى في مدينة كالاماتا لتلقي العلاج.
- وتشير التقديرات إلى أن أكثر من 500 شخص ظلوا في عداد المفقودين، ما يُرجّح أن حصيلة الضحايا الكلية قد تفوق 600 قتيل.[79][80][81]

### يوليو
في 9 يوليو 2023، غرق قارب يقلّ مهاجرين أبحر من السواحل التونسية باتجاه أوروبا، مما أسفر عن:
- وفاة شخص واحد،
- وفقدان 10 آخرين لا يزالون في عداد المفقودين،
- بينما تمكن خفر السواحل التونسية من إنقاذ 11 شخصًا.[82]

### ديسمبر
في 16 ديسمبر 2023، غرق قارب يحمل نحو 86 مهاجرًا أبحر من ليبيا باتجاه السواحل الأوروبية. وأسفرت الحادثة عن وفاة أكثر من 60 شخصًا، من بينهم نساء وأطفال.

## 2024

### ديسمبر
18 ديسمبر
- مقتل 20 شخصًا وإنقاذ 5 آخرين في غرق سفينة تقل مهاجرين قبالة سواحل صفاقس بتونس .[84]

20 ديسمبر
- لقي 8 أشخاص مصرعهم وتم إنقاذ 18 آخرين عندما انقلب قارب سريع يحمل مهاجرين قبالة سواحل رودس باليونان .[85]